# Wilf Carter
Wilfred Carter, più conosciuto con il diminutivo Wilf Carter (Wednesbury, 4 ottobre 1933 – Bath, 4 agosto 2013) è stato un calciatore inglese, di ruolo attaccante.

## Carriera
Esordisce tra i professionisti nella stagione 1951-1952 all'età di 18 anni con il West Bromwich, club della prima divisione inglese, con cui milita per sei stagioni consecutive tra il 1951 ed il 1957 per un totale di 57 presenze e 12 reti in partite di campionato (tutte in prima divisione). Durante la sua permanenza nel club vince inoltre sia la FA Cup 1953-1954 che il FA Charity Shield 1954.
Nell'estate del 1957 viene ceduto al Plymouth, club di terza divisione, con cui nella sua seconda stagione in squadra vince il campionato conquistando la promozione in seconda divisione, categoria nella quale gioca da titolare nelle successive cinque stagioni consecutive, per un totale di sette anni di permanenza nel club, di cui con 148 gol in partite ufficiali (134 dei quali in 254 partite di campionato) è il secondo miglior marcatore di tutti i tempi. Trascorre poi due stagioni in quarta divisione all'Exeter City, dove non riesce però più a mantenere le medie realizzative degli anni precedenti: totalizza infatti complessivamente solo 6 reti in 48 partite di campionato, sufficienti comunque a portarlo ad un bilancio totale in carriera di 359 presenze e 152 reti in partite dei campionati della Football League.
Il suo definitivo ritiro avviene in realtà però solamente quattro anni più tardi: tra il 1966 ed il 1970 gioca infatti per un quadriennio con i semiprofessionisti del Bath City in Southern Football League (all'epoca una delle principali leghe calcistiche inglesi al di fuori della Football League).

## Palmarès

### Club

#### Competizioni nazionali
- Coppa d'Inghilterra: 1

West Bromwich: 1953-1954
- FA Charity Shield: 1

West Bromwich: 1954
- Third Division: 1

Plymouth: 1958-1959

#### Competizioni regionali
- Somerset Premier Cup: 2

Bath City: 1967–1968, 1969–1970